# Károlyi Judit
Károlyi Judit (Székesfehérvár, 1920. április 1. – ?) magyar színésznő.

## Életpályája
Színésznőként az Országos Színészegyesület színiiskolájában végzett 1937-ben. Pályája édesapjánál, Károlyi János színtársulatában indult, amely a Kiskunhalas, Békéscsaba, Veszprém színházkerületben tartotta előadásait. Ekkoriban leginkább naiva és szubrett szerepeket játszott. 1941-től 1946-ig Kaposváron, majd a debreceni Csokonai Színházban szerepelt. 1952-től az Állami Faluszínház, majd a jogutód Állami Déryné Színház társulatának művésznője volt. 1960-ban mesélte a színészetről és a családjáról:

„Még a dédnagyanyám kezdte. Polgári szülők gyermeke volt. Pécsett laktak. Aztán egyszer színésztársulat járt a városban és a bonviván, úgy hívták, hogy Tolnai Antal Boldizsár, elcsavarta a fejét. Amikor a társulat továbbállt, dédanyám is velük ment. De az apám is színész volt. Ő meg Pestről szökött a debreceni színházhoz. A szülei akkor visszahozták. Végül mégis apám győzött: színész lett. Színész, mint az anyám, a férjem és jómagam…Talán az ország minden városában, falvában játszottam már, először kéthónapos koromban a Cigányszerelemben toltak be a színpadra egy babakocsiban, aztán voltam Dorina, Cleopatra, Pygmalion, Sasfiók és Rózsi a Cigányban…Ezer szerep ezerfajta közönség előtt... ”

Férje Szávay Lajos színművész volt.

## Fontosabb színházi szerepei
- William Shakespeare: Othello... Bianca
- Molière: Tartuffe... Dorina
- Friedrich Schiller: Ármány és szerelem... Lady Milford
- Federico García Lorca: Bernarda Alba háza... Prudencia; Koldusasszony
- George Bernard Shaw: A szerelem komédiája (Szerelmi házasság)... Szobalány
- Harriet Beecher Stowe: Tamás bátya kunyhója... Judy, néger lány
- Anton Szemjonovics Makarenko: Az új ember kovácsa... Vera
- Ismeretlen szerző: Kocsonya Mihály házassága... Leány
- Szigligeti Ede: Liliomfi... Erzsi
- Jókai Mór: Fekete gyémántok... Komorna
- Mikszáth Kálmán: Az eladó birtok... Rézi
- Heltai Jenő: A néma levente... Carlotta
- Heltai Jenő: A tündérlaki lányok... Rozi
- Molnár Ferenc: Olympia... Lina
- Dunai Ferenc: A nadrág... Radóné
- Babay József: Három szegény szabólegény...  Bagariácska
- Szirmai Albert – Bakonyi Károly – Gábor Andor: Mágnás Miska... Nagymama
- Kálmán Imre: Marica grófnő... Cecília hercegnő
- Huszka Jenő: Gül Baba... Zulejka
- Szirmai Albert: Tabáni legenda... Marika
- Szirmai Albert: Mézeskalács... Bábi
- Békeffi István (Szenes Béla ötletéből): Az okos mama... Juli, Éva volt öltöztetőnője
- Török Rezső – Farkas Ferenc: Anyósgenerális (Vők iskolája)... Mici
- Illés Sándor – Balázs Sándor: Az öregbéres... Végné
- Gádor Béla – Urbán Ernő: A kincs... Pityer Treszka
- Mesterházi Lajos – Boross Elemér – Fényes Szabolcs – Romhányi József: Két szerelem... Julis
- Darvas József: Hajnali tűz ... Özvegy Vanczákné
- Darvas József: Szakadék... Tavasziné
- Dékány András – Baróti Géza – Vaszy Viktor: Dankó Pista... Ördögné; Juli
- Hámos György: Aranycsillag... Kati
- Gáspár Margit: Kilépek a történelemből... Máli
- Király Dezső: Az igazi... Özv. Vágóné
- Tóth Miklós: Kék fény... Laczainé
- Gombos Imre: Pataki szüret (avagy a vőlegénység három próbája)... Kata
- Bartos Ferenc – Baróti Géza: Mindent a mamáért... Jámborné
- Vagyim Nyikolajevics Szobko: A második front mögött... Marija
- Alekszandr Jevdokimovics Kornyejcsuk: Bodzaliget... Nagyezsda
- Rudolf Trinner: Nem angyal a feleségem... Heléna
- Emil František Burian: Születésnap... Szomszédasszony
- Sármándi Pál: Peti meg a róka... Boszorkány, a Mesemúzeum lakója
- Padisák Mihály: Engedetlen szeretők, avagy Palánta Ferkó és Engedelmes Borbála egybekelésének muzsikás, dalos komédiája: A bámészkodók mulattatására és okulására... Istensegits Veronika, Bika felesége

## Díjai, elismerései
- A Szocialista Kultúráért (1975)[8]